# خانه محمدباقرعزیزی
خانه محمدباقرعزیزی مربوط به اواخر دوره قاجار - اوایل دوره پهلوی است و در ابرکوه، خیابان مفتح، محله درب قلعه، کوچه عزیزی واقع شده و این اثر در تاریخ ۱۱ مرداد ۱۳۸۴ با شمارهٔ ثبت ۱۲۶۶۹ به‌عنوان یکی از آثار ملی ایران به ثبت رسیده است.